# Бахово
Бахово је насељено мјесто у граду Горажду, Босна и Херцеговина.

## Становништво
|             | 2013.      | 1991.        | 1981.        | 1971.        |
| Укупно      | 2 (100,0%) | 51 (100,0%)  | 104 (100,0%) | 132 (100,0%) |
| Бошњаци     | 2 (100,0%) | 31 (60,78%)1 | 61 (58,65%)1 | 86 (65,15%)1 |
| Срби        | –          | 20 (39,22%)  | 43 (41,35%)  | 45 (34,09%)  |
| Југословени | –          | –            | –            | 1 (0,758%)   |

1. 1 На пописима од 1971. до 1991. Бошњаци су пописивани углавном као Муслимани.